# Nâves (Savoie)
Ne doit pas être confondu avec Nâves-Parmelan.
Pour le domaine nordique, voir ici.
Nâves est une ancienne commune française du département de la Savoie. En 1972, la commune fusionne avec cinq autres communes pour former la commune de  La Léchère.

## Toponymie
La forme du toponyme n'a que peu évolué puisque l'on retrouve dès 1170, Naves.  Nava désigne un plateau habité, ou encore de Nafa pouvant désigner un sorcier et qui forgerait l’étymologie de Naves.

## Histoire
En 1972, la commune fusionne avec Celliers, Doucy, Notre-Dame-de-Briançon, Petit-Cœur et Pussy pour former la commune de  La Léchère. La commune obtient le statut de commune associée jusqu'en 2019 à la suite de l'absorption de Bonneval et Feissons-sur-Isère par La Léchère, ce qui fait que l'ensemble des communes associées deviennent des communes déléguées.

## Population et société

### Démographie
L'évolution du nombre d'habitants est connue à travers les recensements de la population effectués dans la commune depuis 1793. Pour les communes de moins de 10 000 habitants, une enquête de recensement portant sur toute la population est réalisée tous les cinq ans, les populations de référence des années intermédiaires étant quant à elles estimées par interpolation ou extrapolation. Pour la commune, le premier recensement exhaustif entrant dans le cadre du nouveau dispositif a été réalisé en 2007.
En 2016, la commune comptait 108 habitants.
| 1793 | 1800 | 1806 | 1821 | 1836 | 1846 | 1856 | 1861 | 1866 |
| ---- | ---- | ---- | ---- | ---- | ---- | ---- | ---- | ---- |
| 700  | 833  | 779  | 901  | 827  | 779  | 641  | 660  | 613  |

| 1872 | 1876 | 1881 | 1886 | 1891 | 1896 | 1901 | 1906 | 1911 |
| ---- | ---- | ---- | ---- | ---- | ---- | ---- | ---- | ---- |
| 574  | 577  | 593  | 587  | 576  | 545  | 531  | 539  | 550  |

| 1921 | 1926 | 1931 | 1936 | 1946 | 1954 | 1962 | 1968 | 2016 |
| ---- | ---- | ---- | ---- | ---- | ---- | ---- | ---- | ---- |
| 510  | 487  | 431  | 383  | 389  | 361  | 321  | 230  | 108  |

## Culture locale et patrimoine

### Lieux et monuments
- Église Saint-Germain de Grand Nâves ;
- Église Saint-Pierre de Nâves-Fontaine, à la fin du XVIIe siècle, dans un style baroque[7] ;

## Pour approfondir